# Slot Amstel
Het Slot Amstel was een kasteel in het Nederlandse dorp Ouderkerk aan de Amstel, provincie Noord-Holland. Het kasteel stond op de plek waar zich tegenwoordig de Joodse begraafplaats Beth Haim bevindt.
Op het terrein is nog een lichte verhoging zichtbaar.

## Bouw
Het kasteel is waarschijnlijk gebouwd in het laatste kwart van de 12e eeuw als een mottekasteel. De belangrijke familie Van Amstel zal de opdrachtgever zijn geweest voor de bouw. Zij waren al sinds de 12e eeuw actief in dit gebied als schout en Ouderkerk was het bestuurlijk centrum van Amstelland.

## Verwoesting
In 1203 ontstond een machtsstrijd om de opvolging van de overleden graaf Dirk VII. Gijsbrecht van Amstel koos hierin de zijde van Ada van Holland en haar echtgenoot Lodewijk van Loon. Hij bracht beiden in veiligheid in Utrecht toen ze werden aangevallen door Kennemers, die de zijde van Willem I van Holland hadden gekozen. In 1204 vielen de Kennemers uit wraak het Amstelland binnen en verwoesten het slot, dat op dat moment in bezit was van Gijsbrecht van Amstel. Na de verwoesting is de familie waarschijnlijk uitgeweken naar het kasteel in Muiden. Het slot werd niet meer herbouwd.

## Huis te Amstel
Het voormalige kasteelterrein met vijf morgen land was in 1390 in leen bij Coen Cuser. De akte sprak van de hofstede waar 'die Burgh op plagh te staen'. De locatie stond nog tot in de 17e eeuw bekend als Hofland of Borchland, verwijzend naar het voormalige slot.
Op het terrein is later een Huis te Amstel gebouwd. In 1541 was dit huis in eigendom van Heijman Jacobszoon, ambachtsheer van Ouder Amstel, en zijn echtgenote Engeltje Cors, die het bezit per testament nalieten aan hun zoon Jacob. Het betrof een huis met boomgaard, gracht en bouwhuis.

## Begraafplaats
In 1614 verkocht de toenmalige eigenaar Jacob Backer het terrein aan de Joodse gemeenten Beth Jacob en Newé Sjalom, die het in gebruik namen als begraafplaats. Op dat moment stond er op het terrein nog een 'stenen camer'.
In 1870 zijn fundamenten aangetroffen bij graafwerkzaamheden op de begraafplaats.
Adrichem · Aelbrechtsberg · Akersloot · Amstel · Amsterdam · Assendelft · Assumburg · Banjaert · Beeckestijn · Berkenrode · Boekel · Bollenhofstede · Ten Bosch · Brederode · Caprera · Ter Coulster · Cranenbroek · Dampegeest · Eenigenburch · Egmond · Heemstede · Hilversum · Ilpenstein · Jan Aernts woninge van Bennebroek · Keggenrode · Ter Kleef · Kostverloren · Kronenburg · Marquette · Merestein · Middelburg · Muiderslot · Nederhorst · Nieuwburg · Nuwendoorn · Oud Haerlem · De Park · Poelenburg · Purmersteijn · Radboud · Huis te Ramp · Reewijk/Rietwijk · Rolland · Ruysdael · Schagen · Huis te Schoten · Sparenwoude · Te Spijk · Swanenburch · Sypesteyn · Tetrode · Teylingerbosch · Torenburg · Velsen · De Vlotter · Vogelenzang · Ter Wijc · Wijdenes · Ypestein · Te Zaanen